# Helionides geka
Helionides geka är en insektsart som först beskrevs av Irena Dworakowska 1981.  Helionides geka ingår i släktet Helionides och familjen dvärgstritar.
Artens utbredningsområde är Elfenbenskusten. Inga underarter finns listade i Catalogue of Life.